# Soul Bossa Nova
Soul Bossa Nova — популярная инструментальная пьеса, написанная Куинси Джонсом в 1961 году и вошедшая в альбом Big Band Bossa Nova. «Soul Bossa Nova» является одной из самых известных работ Джонса, она много раз использовалась в качестве саундтрека к кинофильмам, являлась визитной карточкой телешоу Definition, помимо этого существует большое количество аранжировок и кавер-версий «Soul Bossa Nova» от музыкантов самых различных жанров.

## История создания
История создания «Soul Bossa Nova» восходит к 1950-м годам, когда Куинси Джонс принимал участие в гастролях ансамбля Диззи Гиллеспи. Прибыв в Буэнос-Айрес, Джонс и Гиллеспи встретили там молодого пианиста Лало Шифрина, который познакомил их с новым стилем «new wave» — «новая волна», что по-португальски звучало как «босанова». Следующим городом южноамериканского тура был Рио-де-Жанейро. На пляже Копакабаны Куинси Джонс вживую услышал новые латиноамериканские ритмы, а чуть позже в отеле Gloria он наблюдал за выступлением Аструд Жилберту, Антонио Карлоса Жобина и Жуана Жилберту, которые исполняли бибоп. Композицией, в наибольшей степени повлиявшей на музыкальную структуру «Soul Bossa Nova», стала «Desafinado» Жобина.
Через некоторое время Куинси Джонс и группа его знакомых музыкантов (в том числе Сержио Мендес и Жилберту Жил) отыграли концерт в Карнеги-холле, полностью состоявший из пьес жанра босанова. Вскоре после этого Джонс записал и выпустил «Soul Bossa Nova». Как он позже признался в интервью журналу Billboard, «на то, чтобы сочинить и записать композицию, у него ушло всего 20 минут». Помимо Жобина в композиции прослеживалось влияние Чарльза Мингуса и Лало Шифрина. Запоминающееся соло флейты исполнил Рахсаан Роланд Кёрк — близкий друг Джонса. Помимо пикколо, флейт, гобоев, кларнетов, саксофонов, тромбонов и труб при записи были задействованы бонго, малый барабан, цимбалы, вудблоки, том-томы, ковбелл, фортепьяно и контрабас. Ритмичная, «хохочущая» тема, отчётливо выделяющиеся с первых тактов, исполнена на инструменте куика.
В 2007 году Куинси Джонс вместе с рэпером Лудакрисом и акапелльной группой Naturally 7 выпустил обновлённую версию «Soul Bossa Nova», которая вошла в альбом Q Soul Bossa Nostra.

## В популярной культуре

### В фильмах
- Драма Сидни Люмета «Ростовщик» (1964);
- Советский фильм "Мама вышла замуж" (1969);
- Комедия Вуди Аллена «Хватай деньги и беги» (1969)[5];
- Композиция «Soul Bossa Nova» является заглавной темой трилогии фильмов об Остине Пауэрсе: «Остин Пауэрс: Международный человек-загадка» (1997), «Остин Пауэрс: Шпион, который меня соблазнил» (1999) и «Остин Пауэрс: Голдмембер» (2002);
- Пилотный эпизод телесериала «Хор» (2009);
- Советский фильм "Афоня" (1975).

### В телешоу
- Канадское телевизионное игровое шоу Definition, выходившее в эфир с 1974 по 1989 год[6];
- Немецкое телевизионное шоу Was guckst du? (2001—2005);
- Также используется в Камеди Клаб, в шоу "Предварительные ласки" с Сергеем Гореликовым

### В компьютерных играх
- Музыкальная игра Samba de Amigo от Sega;
- Экшн-аркада Rayman Raving Rabbids: TV Party от Ubisoft;

### Кавер-версии
- Канадская хип-хоп группа Dream Warriors включила в свой дебютный альбом And Now the Legacy Begins трек «My Definition of a Boombastic Jazz Style», в котором были использованы многочисленные семплы оригинальной «Soul Bossa Nova»[7];
- Рэпер Лудакрис использовал композицию в качестве основы для своего сингла «Number One Spot»[7].

Помимо всего прочего «Soul Bossa Nova» использовалась в качестве гимна Чемпионата мира по футболу 1998.
Одной из визитных карточек пары российских фигуристов Татьяны Навки и Романа Костомарова являлся номер «Остин Пауэрс», также исполняемый под отрывок из «Soul Bossa Nova».